# Les Chemins de verre
Albums de Karkwa
Le volume du vent
(2008) Karkwa - Live
(2012)
Les Chemins de verre est le quatrième album studio du groupe de rock indépendant québécois Karkwa.
L'album a remporté le Prix de musique Polaris en 2010, faisant de Karkwa le premier groupe francophone à remporter ce prix. En plus, l'album a remporté le prix Juno de l'album francophone de l'année en 2011 et le prix Félix de l'album alternatif de l’année en 2010.
Les chemins de verre se retrouve fréquemment cité comme l'un des meilleurs albums québécois et canadiens de la décennie 2010-2019,, et de tous les temps.
L'album est certifié or par Music Canada, signifiant qu'il s'est vendu à plus de 40 000 exemplaires.

## Enregistrement
L'album a été enregistré presque entièrement au studio La Frette, situé dans un vieux manoir du XIXe siècle de La Frette-sur-Seine, une banlieue de Paris. Ce studio est reconnu comme ayant produit certaines œuvres de Serge Gainsbourg, Brigitte Fontaine, Jacques Higelin et Patrick Watson.
L'album a été enregistré en 21 jours pendant les jours de congés du groupe, pris à divers moments tout au long de leur tournée européenne.

## Liste des pistes
| No  | Titre                            | Durée |
| --- | -------------------------------- | ----- |
| 1.  | Le Pyromane                      | 4:09  |
| 2.  | L'acouphène                      | 3:38  |
| 3.  | Moi-Léger                        | 3:09  |
| 4.  | Marie tu pleures                 | 3:30  |
| 5.  | Le bon sens                      | 3:30  |
| 6.  | Les Chemins de verre             | 3:20  |
| 7.  | Dors dans mo sang                | 4:45  |
| 8.  | La piqûre                        | 5:02  |
| 9.  | Les enfants de Beyrouth          | 3:48  |
| 10. | Au-dessus de la tête de Lilijune | 1:33  |
| 11. | 28 jours                         | 4:52  |
| 12. | Le vrai bonheur                  | 5:26  |

## Réception critique
L'album a été bien reçu par la critique. Tel que l'explique Olivier Robillard-Laveaux, journaliste au journal culturel Voir,
Sur Les Chemins de verre, le groupe québécois se met en danger. On y retrouve toujours les envolées progressives prisées par Karkwa, mais celles-ci côtoient des passages plus expérimentaux qui élèvent l’expérience d’écoute. Combinés au talent mélodique du chanteur Louis-Jean Cormier, les risques pris par le quintette payent, alors qu’il accouche ici de ses meilleures pièces en carrière: L’Acouphène, Moi-léger, Marie tu pleures, Les Enfants de Beyrouth. Encore une fois, la formation ancre le rock québécois dans une modernité internationale.
Marie-Christine Blais du quotidien La Presse, quant à elle, le décrit ainsi: 
Un album dont les 12 chansons sont autant de planètes du même système solaire, intrinsèquement liées et profondément différentes, où il est question de coma fatal ou d'enfant, d'addiction et de légèreté. Douze chansons qui flirtent autant avec le soleil qu'avec les trous noirs, le folk «guitare autour du feu» ou des percussions dignes du Requiem de Berlioz!